# 조창근
조창근(1986년 12월 12일 ~ )은 대한민국의 배우이다.

## 학력
- 세종대학교 영화예술과

## 출연작

### 영화
- 《출국》 (2018년) - 김참사 보디가드 7 역
- 《비정규직 특수요원》 (2017년) - 독사운드 학생 역
- 《잡아야 산다》 (2016년) - 중돈 역
- 《대한민국 1%》 (2010년) - 민 일병 역

### 드라마
- 《데릴남편 오작두》 (2018년, MBC) - 김비서 역
- 《개인주의자 지영씨》 (2017년, KBS2)
- 《사임당, 빛의 일기》 (2017년, SBS) - 엄치욱 역
- 《응답하라 1988》 (2015년, tvN) - 경찰 역
- 《그녀는 예뻤다》 (2015년, MBC) - 광희 역
- 《프로듀사》 (2015년, KBS2)
- 《킬미힐미》 (2015년, MBC) - 강인규 역
- 《스파이》 (2015년, KBS2) - 종한 역
- 《삼총사》 (2014년, tvN) - 무동이 역
- 《고양이는 있다》 (2014년, KBS1) - 오토바이맨 역
- 《KBS 드라마 스페셜 연작 시리즈 - 완벽한 스파이》 (2011년, KBS1)
- 《공주의 남자》 (2011년, KBS2)
- 《짝패》 (2011년, MBC) - 풍개 역
- 《근초고왕》 (2010년, KBS1) - 전령 역
- 《KBS 드라마 스페셜 - 텍사스 안타》 (2010년, KBS2)
- 《전우》 (2010년, KBS1) - 유지원 중사 역
- 《나의 영웅》 (2009년, SBS 플러스) - 나수재 역